# Le Plessis-Gassot
 Le Plessis-Gassot  es una población y comuna francesa, en la región de Isla de Francia, departamento de Valle del Oise, en el distrito de Sarcelles y cantón de Écouen.

## Demografía
| 132 | 94 | 89 | 67 | 79 | 74 |
| Para los censos de 1962 a 1999 la población legal corresponde a la población sin duplicidades (Fuente: INSEE [Consultar]) |    |    |    |    |    |